# Louis Jacques Favreau
Pour les articles homonymes, voir Favreau.
Louis Jacques Favreau est un homme politique français né le 18 novembre 1811 à Nantes (Loire-Atlantique) et décédé le 18 avril 1870 à Paris.

## Biographie
Louis Jacques Favreau est le fils de Louis Jacques Favereau, marchand, et de Louise Magdeleine Fonteneau. Il épouse Louise Caroline Filiol de Raimond.
Avoué à Nantes, conseiller municipal, il est un opposant légitimiste à la Monarchie de Juillet. Il est député de la Loire-Inférieure de 1848 à 1851, siégeant à droite.
Ne se rallie pas à la politique de l'Élysée, le coup d'État du 2 décembre 1851 met fin à sa carrière politique.

## Sources
- « Louis Jacques Favreau », dans Adolphe Robert et Gaston Cougny, Dictionnaire des parlementaires français, Edgar Bourloton, 1889-1891 [détail de l’édition]